# Мурекези, Анастас
Анастас Мурекези (англ. Anastase Murekezi; род. 15 июня 1952, Ньяргуру, Руанда-Урунди (ныне Южная провинция) — государственный и политический деятель Руанды, премьер-министр Руанды (24 июля 2014 — 30 августа 2017).

## Биография
Представитель народности Хуту.
Образование получил в Groupe Scolaire Officiel de Butare (GSOB), затем поступил в Католический университет Лувена в Бельгии, где изучал сельское хозяйство. 
Член Руандийского патриотического фронта.
Работал с 2004 года министром сельского хозяйства, затем министром по торговле и инвестициям, министром государственной службы и труда (до июля 2014), затем стал 10-м премьер-министром Руанды (2014—2017).
С 2017 по 2020 год занимал должность омбудсмена Руанды.